# Aloha From Hawaii
Aloha from Hawaii er en TV-transmitteret koncert med Elvis Presley, som blev sendt live via satellit den 14. januar 1973. Showet er et af de mest sete underholdningsprogrammer i TV-historien. Det anslås, at over en milliard mennesker overværede programmet. Showet fandt sted på International Convention Center Arena i Honolulu, Hawaii, og blev transmitteret til over 40 lande i Europa og Asien. I USA blev showet ikke sendt før end 4. april for at undgå sammenfald med transmissionen af dette års Super Bowl. 
Koncerten var et velgørenhedsarrangement til fordel for Kui Lee's Cancerfond, og Elvis fik intet honorar for sin optræden. Målet var at indsamle 25.000 $, og resultatet blev det tredobbelte. (Kui Lee var en hawaiiansk sangskriver, som døde i 1966. Han skrev blandt andet sangen "I'll Remember You", som blev indspillet af Elvis og også blev fremført under showet).

## Forberedelser
I 1972 meddelte Elvis gennem sin manager, Tom Parker, at der ville blive produceret en TV-special i samarbejde med RCA, Elvis' pladeselskab. Denne TV-special skulle indsamle penge til Kui Lee's Cancerfond, og koncerten skulle optages og sendes som en liveudsendelse til hele verden via satellit. Et så stort arrangement, sendt på direkte TV, havde verden aldrig set før.
Koncertbilletterne havde ikke nogen fastsat pris, man lod det være op til publikum, hvad man ville give for en billet. Man kalkulerede forlods med et samlet provenu på 25.000 $, men endte altså med hele 75.000 $. Den 12. januar blev en prøvekoncert afholdt med samme indhold og tilsvarende scenekostumer som ved "den rigtige" koncert to dage senere. Denne prøvekoncert blev filmet og holdt i reserve, såfremt et eller andet skulle gå galt under showet den 14. januar. Det hele forløb dog planmæssigt, så det var ikke nødvendigt at sende reservekoncerten.

## Koncerten
Den 14. januar blev showet holdt på Hawaii. Skønsmæssigt blev TV-transmissionen set af 1,3 - 1,5 milliarder seere, anslået af RCA. Koncerten forløb fejlfrit. I det transmitterede show indgik flere af Elvis Presleys hits fra 50'erne og 60'erne samt nogle af de store ballader fra starten af 70'erne.

## Kritik af seertallene
Der er usikkerhed omkring seertallene, og skeptikere hævder, at koncerten ikke blev set på direkte TV af op i nærheden af 1,5 milliarder seere. Jordens befolkning var på denne tid på lidt under fire milliarder mennesker, og showet blev kun transmitteret til lidt over 40 lande. At over en tredjedel af verdens befolkning skulle have set TV-transmissionen samtidigt virker helt absurd. I USA blev koncerten set af en tredjedel af husstandene og dermed skønsmæssigt af ca. 70 millioner. Men da adgang til at se TV i de mindre udviklede dele af verden var så utroligt meget ringere end i vesten samt at showet ikke blev vist i store dele af verden er det næppe sandsynligt, at en tredjedel af alle mennesker på jorden sad foran tv-skærmen for at se samme program samtidig.

## Efter koncerten
I starten af april 1973 blev koncerten transmitteret af NBC i USA. Med i showet var indklippet nogle af sangene fra filmen Blue Hawaii. Et soundtrack fra koncerten i form af en dobbelt-LP udsendtes samtidig, senere er koncerten udsendt på video/dvd.